# La cocina poblana
La cocina poblana es una obra realizada en el año 1865, por el artista Agustín Arrieta, de estilo costumbrista, elaborada en óleo sobre tela, que describe la cocina mexicana y la diversidad entre etnias. Se exhibe en el Museo Nacional de Historia de México dentro del Castillo de Chapultepec.

## Agustín Arrieta
Arrieta fue un pintor mexicano costumbrista que destacó por retratar escenas de la Puebla decimonónica, su ciudad natal, en la cual permaneció toda su vida.
Gran parte de su obra estuvo dedicada al retrato de bodegones o naturaleza muerta, en los que supo capturar los platillos tradicionales de la comida nacional mexicana.
Agustín a su vez demostró gran fascinación por las escenas mundanas y puntos de encuentro con las pulquerías, las riñas callejeras y los mercados del pueblo.

## Descripción
La cocina poblana realizada en el año 1865 nos da la oportunidad de apreciar diversas características de la vida mexicana, rodeada de sus costumbres y su gastronomía.
El cuadro demuestra un espacio luminoso en el que predominan colores en tono terracota y paredes repletas de utensilios de cobre y barro. El momento plasmado es durante la mañana, cuando tiene lugar la insólita preparación del desayuno mexicano, debido a que la luz se cuela en la escena a través de las ventanas y puertas traseras de la mencionada obra.
La composición se encuentra segmentada en dos pares de figuras; en la izquierda, nos encontramos con un par de mujeres de tez oscura, probablemente de origen mestizo o indígena, quienes preparan la comida. Mientras una de las mujeres que se encuentra de pie parece preparar, sazonar o mezclar ingredientes, otra mujer se encuentra en el piso arrodillada, manipulando un metate y un metlapil o mano de metate, instrumentos prehispánicos utilizados para moler maíz. Del lado derecho otro par de mujeres de piel notoriamente más clara que las anteriores, se encuentran paradas delante de un guajolote o pavo atado de una pata, como si estuviera recién traído del mercado o acabado de ser entregado, quizá por el sujeto que se encuentra de espaldas detrás de la ventana, fuera de la casa. La mujer de mayor edad parece murmurar algo al oído de la joven. 
En esta obra, como en la mayoría de Arrieta y de la pintura costumbrista latinoamericana, la cocina está asociada al espacio doméstico que es casi en su totalidad de dominio femenino, y de las clases más bajas, en las que se destaca una fuerte presencia indígena y mestiza, a cuyos grupos étnicos pertenecen los encargados de las tareas domésticas de los hogares de la clase alta representadas en estas obras. No es casualidad en ningún momento que las mujeres blancas sean el foco de la imagen, como una forma de marcar la jerarquía entre grupos étnicos.